# Jože Šlibar
Jože Šlibar, slovenski smučarski skakalec, * 18. marec 1934, Kovor pri Tržiču, Slovenija.
Šlibar je med letoma 1959 in 1962 nastopal na tekmah turneje štirih skakalnic. 24. februarja 1961 je postavil svetovni rekord v smučarskih skokih z daljavo 141 metrov na nemški skakalnici v Oberstdorfu. S tem je za dva metra izboljšal deset let star rekord finskega skakalca Tauna Luira doseženega na isti skakalnici, Šlibarjev rekord je premagal češki skakalec Dalibor Moteljek tri leta kasneje, že pred tem pa je bil dvakrat izenačen. Najboljšo uvrstitev je dosegel 1. januarja 1960, ko je osvojil tretje mesto na tekmi v Garmisch-Partenkirchnu, med deseterico se je uvrstil še pet dni kasneje, ko je bil deveti v Bischofshofnu. Skupno je turnejo 1959/60 končal na štirinajstem mestu.
Leta 1966 je diplomiral na gozdarskem oddelku Biotehniške fakultete v Ljubljani, od 1968 je delal pri Slovenijalesu, med 1978-82 v gozdovih Centralnoafriške republike. 

»Prijel sem se za ograjo in močno odrinil, ne tako kot danes, ko se samo spustijo navzdol. Takoj na mizi sem vedel, da sem ujel odriv. Med letom sem bil tudi nad črto, ki je označevala 140 metrov. Zdrži, sem si rekel, in pristal v telemark. Snel sem smuči in čakal na objavo daljave, kar je trajalo pol ure.

Jože Šlibar
Sodeloval je pri organizaciji skakalnih tekem v Planici. 
Leta 1979 je bil razglašen za zaslužnega športnika Jugoslavije.
Leta 2012 je bil sprejet v Hram slovenskih športnih junakov.